# Wayne County (West Virginia)
Wayne County ist ein County im US-Bundesstaat West Virginia der Vereinigten Staaten. Der Verwaltungssitz (County Seat) ist Wayne. Das U.S. Census Bureau hat bei der Volkszählung 2020 eine Einwohnerzahl von 38.982 ermittelt.

## Geographie
Das County liegt im Südwesten von West Virginia, grenzt an Ohio, wobei die Grenze durch den Ohio River gebildet wird, sowie an  Kentucky und hat eine Fläche von 1327 Quadratkilometern, wovon 17 Quadratkilometer Wasserfläche sind. Es grenzt im Uhrzeigersinn an folgende Countys: Lawrence County (Ohio), Cabell County, Lincoln County, Mingo County, Martin County (Kentucky), Lawrence County (Kentucky) und Boyd County (Kentucky).

## Geschichte
Wayne County wurde am 18. Januar 1842 aus Teilen des Cabell Countys gebildet. Benannt wurde es nach Anthony Wayne, einem amerikanischen General in den Indianerkriegen und dem Amerikanischen Unabhängigkeitskrieg.

## Demografische Daten

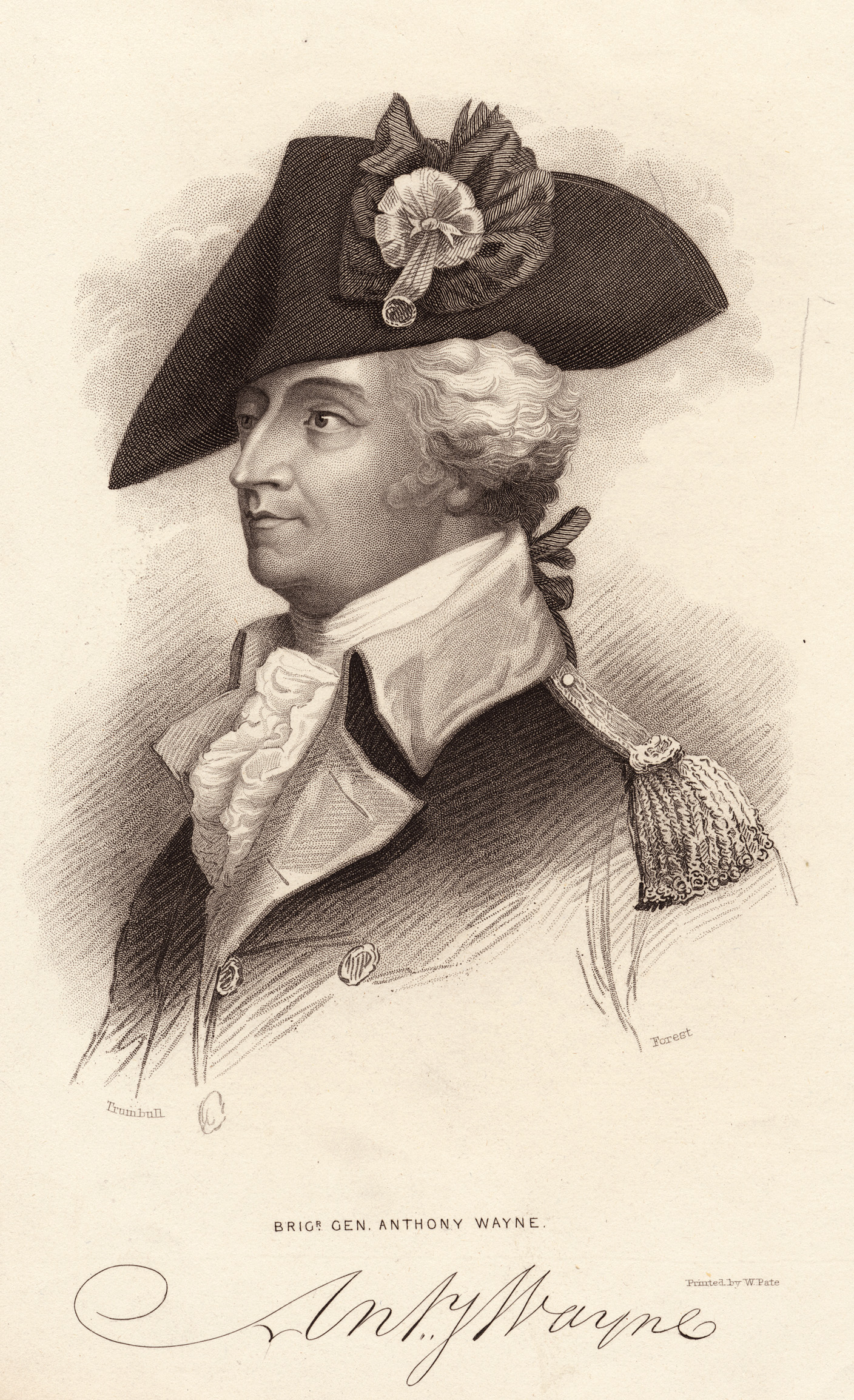
Anthony Wayne

Alterspyramide des Wayne County

Nach der Volkszählung im Jahr 2000 lebten im Wayne County 42.903 Menschen. Davon wohnten 195 Personen in Sammelunterkünften, die anderen Einwohner lebten in 17.239 Haushalten und 12.653 Familien. Die Bevölkerungsdichte betrug 33 Einwohner pro Quadratkilometer. Ethnisch betrachtet setzte sich die Bevölkerung zusammen aus 98,79 Prozent Weißen, 0,13 Prozent Afroamerikanern, 0,23 Prozent amerikanischen Ureinwohnern, 0,20 Prozent Asiaten, 0,02 Prozent Bewohnern aus dem pazifischen Inselraum und 0,08 Prozent aus anderen ethnischen Gruppen; 0,56 Prozent stammten von zwei oder mehr ethnischen Gruppen ab. 0,47 Prozent der Bevölkerung waren spanischer oder lateinamerikanischer Abstammung.
Von den 17.239 Haushalten hatten 31,2 Prozent Kinder und Jugendliche unter 18 Jahre, die bei ihnen lebten. 59,2 Prozent waren verheiratete, zusammenlebende Paare, 10,8 Prozent waren allein erziehende Mütter, 26,6 Prozent waren keine Familien, 24,1 Prozent waren Singlehaushalte und in 11,1 Prozent lebten Menschen im Alter von 65 Jahren oder darüber. Die Durchschnittshaushaltsgröße betrug 2,48 und die durchschnittliche Familiengröße lag bei 2,92 Personen.
Auf das gesamte County bezogen setzte sich die Bevölkerung zusammen aus 23,4 Prozent Einwohnern unter 18 Jahren, 8,7 Prozent zwischen 18 und 24 Jahren, 27,7 Prozent zwischen 25 und 44 Jahren, 25,3 Prozent zwischen 45 und 64 Jahren und 14,9 Prozent waren 65 Jahre alt oder darüber. Das Durchschnittsalter betrug 38 Jahre. Auf 100 weibliche Personen kamen 95,8 männliche Personen. Auf 100 Frauen im Alter von 18 Jahren oder darüber kamen statistisch 91,8 Männer.
Das jährliche Durchschnittseinkommen eines Haushalts betrug 27.352 USD, das Durchschnittseinkommen der Familien betrug 32.458 USD. Männer hatten ein Durchschnittseinkommen von 31.554 USD, Frauen 20.720 USD. Das Prokopfeinkommen betrug 14.906 USD. 16,2 Prozent der Familien und 19,6 Prozent der Bevölkerung lebten unterhalb der Armutsgrenze. Davon waren 25,5 Prozent Kinder oder Jugendliche unter 18 Jahre und 15,2 Prozent waren Menschen über 65 Jahre.